# Peñol (kommun i Colombia)
Peñol är en kommun i Colombia.   Den ligger i departementet Antioquía, i den centrala delen av landet, 220 km nordväst om huvudstaden Bogotá. Antalet invånare är 16 241. Arean är 143 kvadratkilometer.
Terrängen i Peñol är kuperad västerut, men österut är den platt.